# 张文宏 (社会学家)
张文宏（？—），曾用名张文红，中国社会学家，南开大学社会学院院长、教授，长江学者特聘教授，曾任上海大学社会学院院长。主要研究领域为社会网络分析与社会资本研究、社会分层与社会流动。
博士毕业于香港中文大學社會科學院，曾先后在美国加州大学、香港中文大学、香港科技大学做高访学者和博士后研究。